# Пезеђа
Пезеђа је насеље у Италији у округу Венеција, региону Венето.
Према процени из 2011. у насељу је живело 4798 становника. Насеље се налази на надморској висини од 8 м.